# NGC 7097
NGC 7097 је елиптична галаксија у сазвежђу Ждрал која се налази на NGC листи објеката дубоког неба.
Деклинација објекта је - 42° 32' 21" а ректасцензија 21h 40m 12,8s. Привидна величина (магнитуда) објекта NGC 7097 износи 11,6 а фотографска магнитуда 12,6. Налази се на удаљености од 31,400 милиона парсека од Сунца. NGC 7097 је још познат и под ознакама ESO 287-48, MCG -7-44-29, AM 2137-424, PGC 67146.